# The-Dream
The-Dream, właśc. Terius Youngdell Nash (ur. 14 czerwca 1978) – amerykański piosenkarz i pisarz tekstów. Napisał takie piosenki jak "Umbrella" Rihanny oraz "Bed" J. Holidaya.

## Debiut muzyczny
Wychowany został przez swojego dziadka w Atlancie. The-Dream pisał teksty dla B2K, 3LW, Mýa'i i Niveai (która była jego żoną), jeszcze przed napisaniem dla Rihanny piosenki "Umbrella", którą stworzył w ciągu 12 minut. Pseudonim, Nash nabył od swojego wuja już w wieku 10 lat, kiedy to on mówił "śpij już" (the dream now) i "miej cele dla wyższych rzeczy" (to have goals for higher things).
Po wielkim sukcesie piosenki "Umbrella", Nash zaczął pracować dalej nad rozmaitymi projektami, m.in. nad swoim debiutanckim albumem Love Hate, który był napisany i nagrany w ciągu jedynych dziewięciu dni i wyprodukowany przez jego partnera produkcji, Tricky’ego Stewarta. Pierwszy singel z albumu, "Shawty Is a 10" osiągnął najwyżej #6 na Billboard Hot R&B/Hip-Hop Songs i #17 na Billboard Hot 100.
Nash stworzył piosenki także dla gwiazd takich jak: Britney Spears, Janet Jackson, Keyshia Cole, Mariah Carey, Mary J. Blige, Nicole Scherzinger, Sting, Usher i will.i.am.

## Dyskografia
- Love Hate (2007)
- Love vs. Money (2009)
- Love King (2010)